# 수정 이산 코사인 변환
수정 이산 코사인 변환(Modified discrete cosine transform) 또는 MDCT는 타입-IV 이산 코사인 변환(DCT-IV)에 기반한 푸리에 관련 변환이다. 한 블록의 마지막 반쪽이 다음 블록의 첫 번째 반쪽과 동시에 일어나는 더 큰 데이터 집합의 연속 블록을 수행하도록 설계되었다. MDCT는 DCT의 에너지 압축성과 더불어 신호 압축 소프트웨어들에 이점을 제공한다. 그 이유는 이것이 블록 경계로 인한 깨짐을 방지해주기 때문이다. 이 이점 때문에 MDCT는 MP3, AC-3, Vorbis, Windows Media Audio, ATRAC, Cook, AAC, Opus 등 현대 손실 압축에 많이 채택되었다.

## 같이 보기
- 이산 코사인 변환
- 오디오 코딩 포맷
- 소리 압축